# محمدتقی بنکدار
حاج محمد تقی بنکدار (۱۲۵۷ تهران - ۲۴ دی ۱۳۳۰ تهران) از بازاریان فعال در جنبش مشروطه ایران، از یاران میرزا کوچک خان جنگلی و نمایندهٔ چهار دوره مجلس شورای ملی بود. وی در اتاق تجارت تهران عضویت داشت. محمد تقی بنکدار به دلیل آغاز و برنامه‌ریزی تحصن در سفارت انگلیس، به حاج محمد تقی سفارتی نیز مشهور بود. 

## زندگی
حاج محمدتقی فرزند حاج محمدحسن بنکدار کاشانی بود. در پی افزایش اعتراضات مردمی و روحانیان و در خواست عدالتخانه و در پی چوب زدن تجار به دستور علاءالدوله حاکم تهران به بهانه گرانفروشی قند، عده‌ای از روحانیان در شاه عبدالعظیم متحصن شدند. با رهسپار شدنِ رهبران‌ نهضت‌ به‌ قم‌ به‌ قصد عتبات‌ بنکدار که‌ از تأمین‌ جانی‌ خود و خانواده‌اش‌ اطمینان‌ نداشت‌، بر آن‌ شد که‌ به‌ توصیه سید عبدالله بهبهانی در یکی‌ از سفارتخانه‌ها پناه‌ گیرد.بنکدار با کمک‌ برخی‌ وابستگان‌ به‌ سفارت‌ انگلیس‌، توانست موافقت برای‌ تحصن‌ در اقامتگاه‌ ییلاقی‌ سفارت‌ در قلهک‌ جلب‌ کند و در ۲۵ جمادی‌الاولی‌ ۱۳۲۴ همراه‌ هشت‌ تن‌ از کسبه‌ و تجار در سفارت‌ انگلیس‌ بست‌ نشست‌. در مدتی‌ کمتر از یک‌ روز، صدها نفر از طلاب‌ و کسبه‌ به‌ ایشان‌ پیوستند. در تمام‌ مدت‌ تحصن‌ که‌ روزها به‌ طول‌ انجامید و دامنه‌اش‌ به تدریج‌ گسترده‌ شد. حاج محمدتقی تدارک پذیرایی تحصن‌کنندگان را عهده‌دار بود اما عمدهٔ فعالیتش در تحصن در سفارت انگلیس بروز کرد که بیش از دو هفته و با جمعیتی حدود ۲۴ هزار نفر از طبقات مختلف مردم و کسبه ادامه یافت. بنکدار به کمک چند تن از بازاریان در تدارک و ساماندهی و تهیه امکانات و غذای این جمعیت فعالیت می‌کرد. 

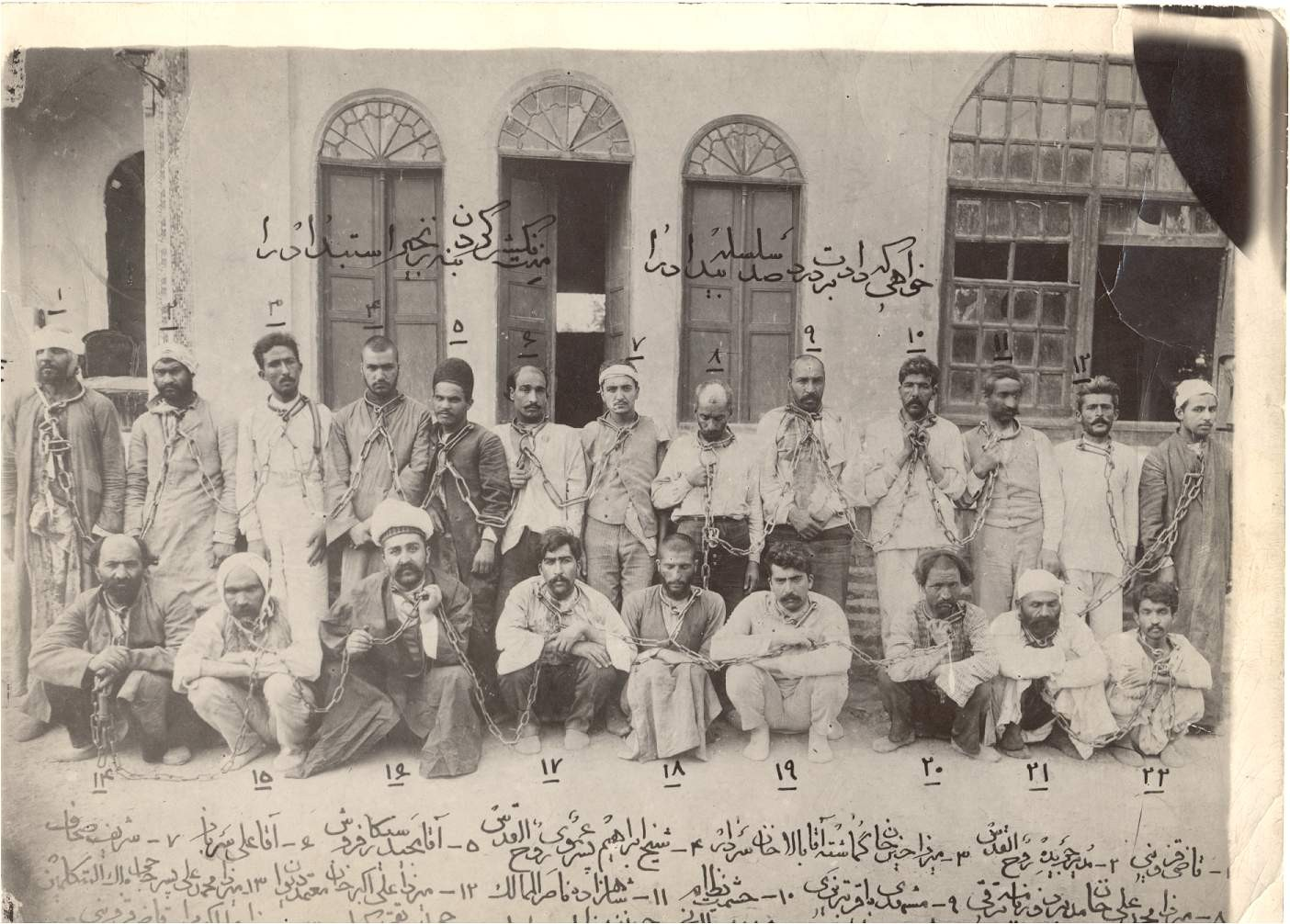
اسرای باغشاه، شماره ۲۱ حاجی بنکدار

با فروکش کردن غائله تحصن سفارت انگلیس و فتح تهران به دست مشروطه‌خواهان، حاج محمدتقی بنکدار به جمع مشروطه‌خواهان پیوست. او در نخستین دوره مجلس شورای ملی به نمایندگی انتخاب شد و در دوره‌های هفتم،  هشتم و نهم نیز به نمایندگی مجلس شورای ملی رسید. پس از کودتای محمدعلی میرزا و به‌توپ بستن مجلس در جمادی‌الاول ۱۳۲۶ به همراه عدهٔ زیادی دستگیر و به مدت پنج ماه در باغشاه زندانی بود. عکسی از وی همراه عده‌ای دیگر که اکثراً کشته شدند وجود دارد. او پس از فتح تهران و پیروزی مشروطه‌خواهان، در دسته‌بندی و گروه‌گرایی‌ آن زمان جزء اعتدالیون بود و با دموکرات‌ها مخالفت می‌کرد.
بنکدار پس‌ از به‌توپ بستن مجلس در ۲۳ جمادی‌الا´خرة‌ ۱۳۲۶ در خانة‌ حاجی‌ سقاباشی‌ پناه‌ گرفت‌، اما به‌ وضع‌ اهانت‌باری‌ دستگیر و مجروح‌ شد، اما در چهارده‌ ذیقعدة‌ ۱۳۲۶، مقرر شد که‌ ده‌ تن‌ از بازداشت‌شدگان‌ باغشاه‌ از جمله‌ بنکدار، با پرداخت‌ مبلغی‌ پول‌ آزاد شوند.
او تا هنگام مرگ عضو هیئت مدیره اتحادیه بازرگانان و پیشه‌وران بود. 